# Jean-Auguste-Dominique Ingres

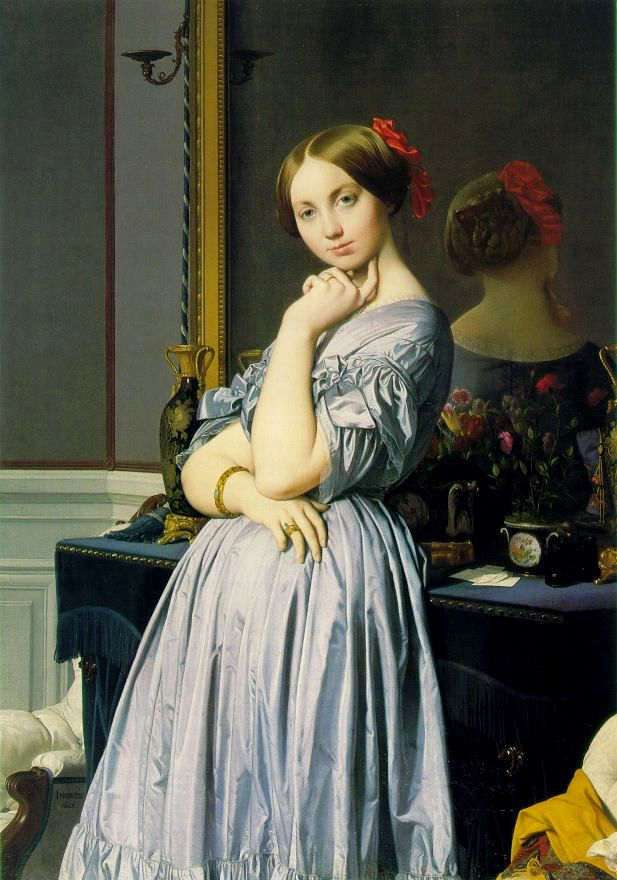
Vicomtesse Othenin d'Haussonville (född Louise-Albertine de Broglie) (1845). Frick Collection, New York

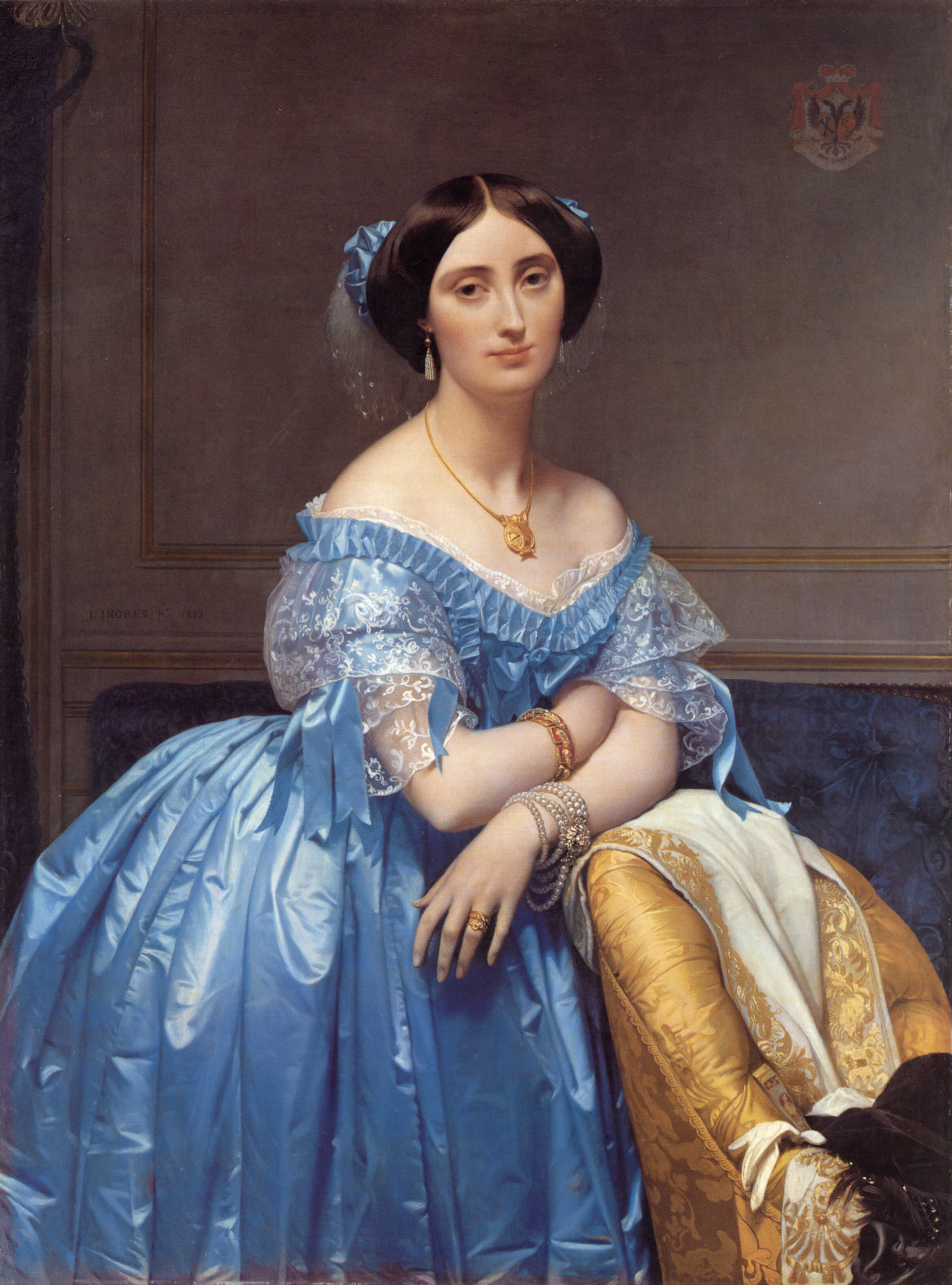
Princesse Albert de Broglie (Joséphine-Eléonore-Marie-Pauline de Galard de Brassac de Béarn) (1853). Metropolitan Museum of Art, New York

Jean Auguste Dominique Ingres, född 29 augusti 1780 i Montauban, Tarn-et-Garonne, Frankrike, död 14 januari 1867 i Paris, var en fransk målare och tecknare.

## Biografi
Efter studier vid akademin i Toulouse kom Ingres 1797 till Davids ateljé och senare till École des Beaux-Arts i Paris. På 1806 års salong väckte hans porträtt Napoleon I på kejsartronen uppmärksamhet och fick ogynnsam kritik, något som Ingres fick finna sig ifrån kritiker under hela sitt liv.
Under en svår period efter hans gynnares, familjen Bonapartes, fall blev tecknade porträtt den främsta inkomstkällan, och han bodde 1806–1820 i Rom, därefter 1820–1824 i Florens. 1824 återvände Ingres till Paris, invaldes i akademin (1825) och kunde öppna en framgångsrik ateljé. 1834 återvände han för en tid till Rom men flyttade 1841 åter tillbaka till Paris. Omkring 1840 hade han blivit en av allmänheten hyllad person och blev slutligen senator.
Ingres var målaren av en ideal verklighet. Han sökte förena ett sanningssökande, som kommer till uttryck i konturen, en reliefliknande uppbyggnad, rena linjer och en perfekt teknik, starkt påverkade av den italienska skolan och David, med sin tids romantiska strömning, vilken han inte kunde undfly. Senare fann Ingres inspiration i renässansens måleri. Hans stora förebilder var Rafael, Tizian och Holbein. Harmoni, djärva kompositioner och en fin ytbehandling, särskilt i karnationen, är väsentliga kännetecken.
De förnäma damerna i Ingres porträtt är ofta tyngda av guldkedjor, utstyrda för att accentuera yppigheten i välrundade skuldror och fylliga armar och ofta poserande mot speglar som för att antyda att så dyrbara och ljuvliga objekt borde såväl bli sedda som smekta i sin helhet. Madame Moitessier, klädd i svart spets och tyll och med rosor i håret, utstrålar en drivhusliknande yppighet där hon står framför en damast- eller sidentapet i en violblå nyans. Den junoniska madame Moitessier föll Ingres i smaken, och han målade henne som vore hon en outgrundlig gudinna med armarna i vad som nästan, men betecknande nog inte till fullo, är pudicagesten hos en antik Venus.
Trots att Ingres hade många elever, fick han inga efterföljare av betydelse. Först Degas visade att han hade förstått Ingres klassiska teckning.
Ingres vilar på Père-Lachaise i Paris.

## Eftermäle
Asteroiden 12611 Ingres är uppkallad efter honom.

## Ingres i Norden
Ingres är representerad på Nationalmuseum samt på Ordrupgaard i Danmark med en målning.

## Verk (urval)
- Akilles mottager i sitt tält Agamemnons sändebud (1801)
- Napoleon som förste konsul (1804)
- Mademoiselle Caroline Rivière (1805, Louvren)
- Mamsell Rivière (1805, Louvren)
- Napoleon I på kejsartronen (1806)
- Badande kvinna (1808, Louvren)
- Oidipus och sfinxen (1808, Louvren)
- Jupiter och Thetis (1811)
- Kardinalförsamling i Sixtinska kapellet (flera varianter, omkring 1814)
- Den stora odalisken (1814, Louvren)
- Vicomtesse de Senonnes (1816)
- Paolo och Francesca (1819)
- Roger befriar Angelica (1819, Louvren)
- Ludvig XIII:s ed (1824)
- Homeros apoteos (1826–1827)
- Porträtt av Louis-François Bertin (1832, Louvren)
- Den helige Symphorian (1834)
- Odalisk med slavinna (1839)
- Stratonice (1840, Museet i Chantilly)
- Vicomtesse Othenin d'Haussonville (1845)
- Baronne James de Rothschild (1848)
- Venus anadyomene (1848)
- Madame Moitessier (1851 och 1856)
- Prinsessan de Broglie (1853)
- Källan (1856, Louvren)
- Självporträtt (1858, Uffizierna)
- Jesus bland de skriftlärde (1862, Ingresmuseet i Montanban)
- Det turkiska badet (1863)